# Woskrzenice Duże
Woskrzenice Duże (prononciation : [vɔskʂɛˈɲit͡sɛ ˈduʐɛ]) est un village polonais de la gmina de Biała Podlaska dans le powiat de Biała Podlaska de la voïvodie de Lublin dans l'est de la Pologne.
Le village comptait approximativement une population de 472 habitants en 2010.

## Histoire
6 octobre 1812 lieu de la bataille de Voskrinitza (orthographe d'époque) entre les troupes russes de Essen battues par les austro-saxons de Reynier.
De 1975 à 1998, le village est attaché administrativement à la voïvodie de Biała Podlaska.

Depuis 1999, il fait partie de la voïvodie de Lublin.